# Ruisseau d'Arros
Pour les articles homonymes, voir Arros (homonymie).
Ne pas confondre avec l'Arros, affluent de l'Adour.
Le ruisseau d'Arros (ou ruisseau de Lameza) est une rivière du sud-ouest de la France qui coule dans le département de l'Ariège. C'est un affluent du ruisseau d'Estours dont un sous-affluent du Salat.

## Géographie
De 5,47 km de longueur, le Ruisseau d'Arros prend sa source en Ariège, sur la commune de Seix, et se jette dans le Ruisseau d'Estours en rive gauche sur cette même commune.

## Histoire
Parti de Tarrent Rushton (Dorset) en Angleterre à 19h22 pour un long vol d’entraînement de nuit au-dessus de la France jusqu’à Agde et retour, un bombardier lourd quadrimoteur Handley-Page Halifax III de la Royal Air Force (644e escadron) n’envoie plus les messages radio de routine après 22h20 ce 19 juillet 1945.
L’avion sera d’abord porté manquant et recherché notamment entre Agde et le Cap Ferret. Il sera localisé seulement quatre jours plus tard : il s’est écrasé en amont des sources du ruisseau et de la cabane de Subéra, en contrebas du col de Crabérous et du pic du Lampaou, à 40 miles au sud de l’itinéraire prévu (42° 49′ 10″ N, 1° 05′ 47″ E). Il aurait accroché le sommet du pic de Gariès.
Le choc a éparpillé l'avion sur un périmètre de 300 par 50 mètres dans ce secteur désertique et difficile du massif du Mont-Valier, à plus de 2 000 m d'altitude, ne laissant aucune chance aux sept jeunes membres de l’équipage désormais inhumés au cimetière militaire allié de Mazargues (Bouches-du-Rhône).
Une stèle a été apposée sur le site où des débris corrodés de l’avion sont encore présents.
La guerre était finie à cette date mais le hasard a voulu que ce tragique crash se produise à proximité immédiate d’un des itinéraires des Évadés de France en quête d’un exil salvateur quoique difficile vers l’Espagne par le col de la Pale de la Claouère.
Chaque année depuis 1992 au cours d’une marche estivale commémorative sur « le chemin de la Liberté », il est rendu honneur à l’équipage disparu ainsi qu’à tous ceux qui ont eu le courage les années précédentes d’affronter la difficile traversée dans l’espoir d’une liberté retrouvée.

## Département et commune traversés
- Ariège : Seix

## Randonnée
Il est longé par le GR10D, une variante du GR10 desservant le lac de Bethmale, le col de la Core jusqu'à sa confluence avec l'Estours et permettant d'éviter le bourg de Seix.